# Brassó tömegközlekedése

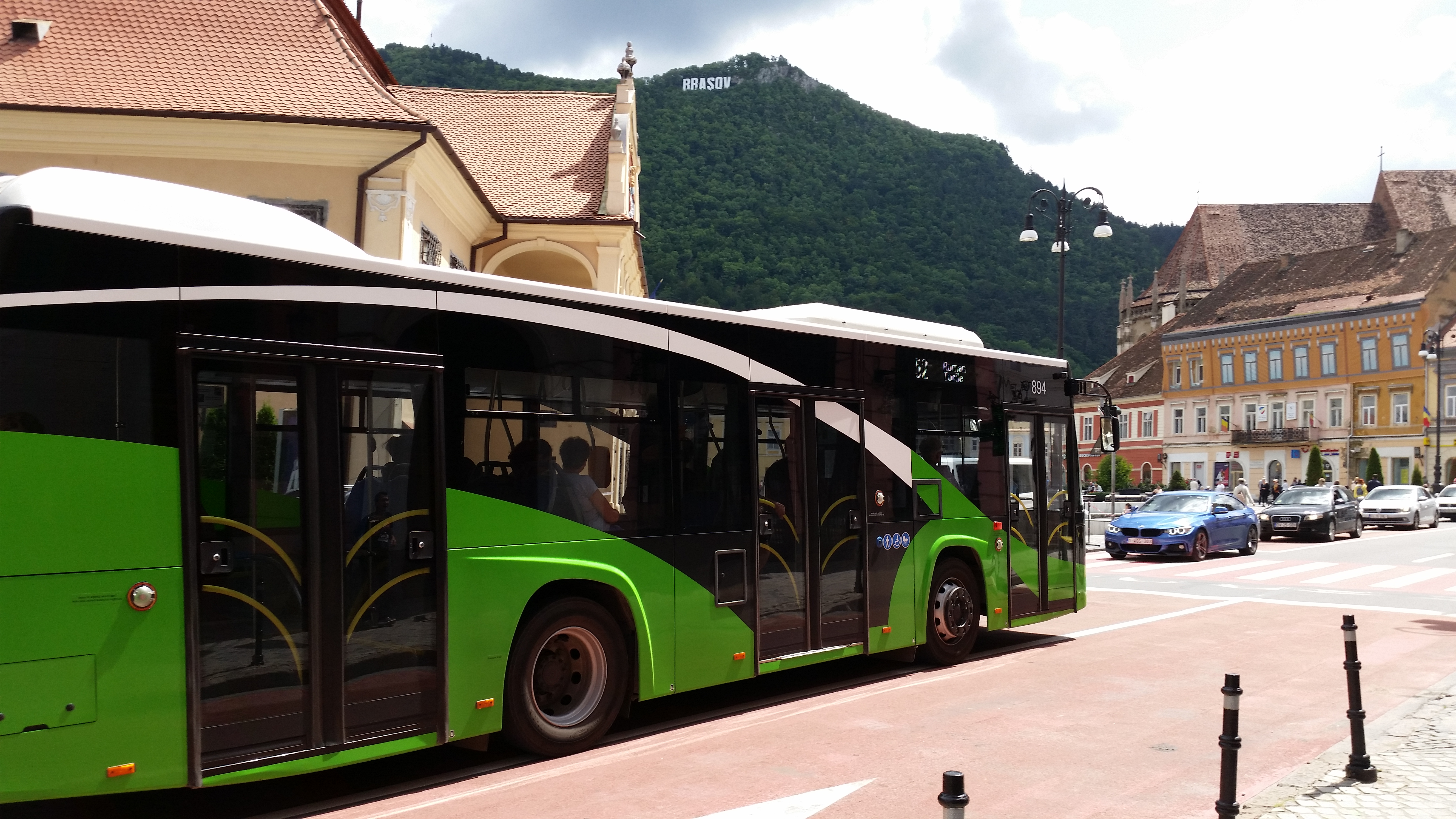
Busz a Főtéren

Brassó tömegközlekedését a RATBV részvénytársaság járművei bonyolítják le. 2020-ban 44 városi és 11 elővárosi járatot üzemeltettek több, mint 200 autóbusszal (dízel, elektromos, hibrid).
A város szervezett tömegközlekedése már a 19. században megalakult. 1892-ben megnyílt a központot és a fő sugárutakat érintő városi-elővárosi vasút, 1925-ben bevezették az autóbuszos, 1959-ben a trolibuszos közlekedést. A 20. század végén rövid ideig villamos is üzemelt.

## Története
Brassó első tömegközlekedési eszközei az 1830-as években jelentek meg: szász mesterek által készített konflisok, fiákerek, hintók, melyek a Főtéren várták az utasokat, hogy a városerőd más részeibe, vagy a várfalakon kívüli negyedekbe (Óbrassó, Bolonya, Bolgárszeg) szállítsák őket. 1848-ban már menetrendszerű postakocsi üzemelt Brassó–Bukarest útvonalon, később pedig a környéki településekre is indultak delizsánszok (Négyfalu, Törcsvár, Zajzon). Ez utóbbiakra öt forint volt egy jegy.

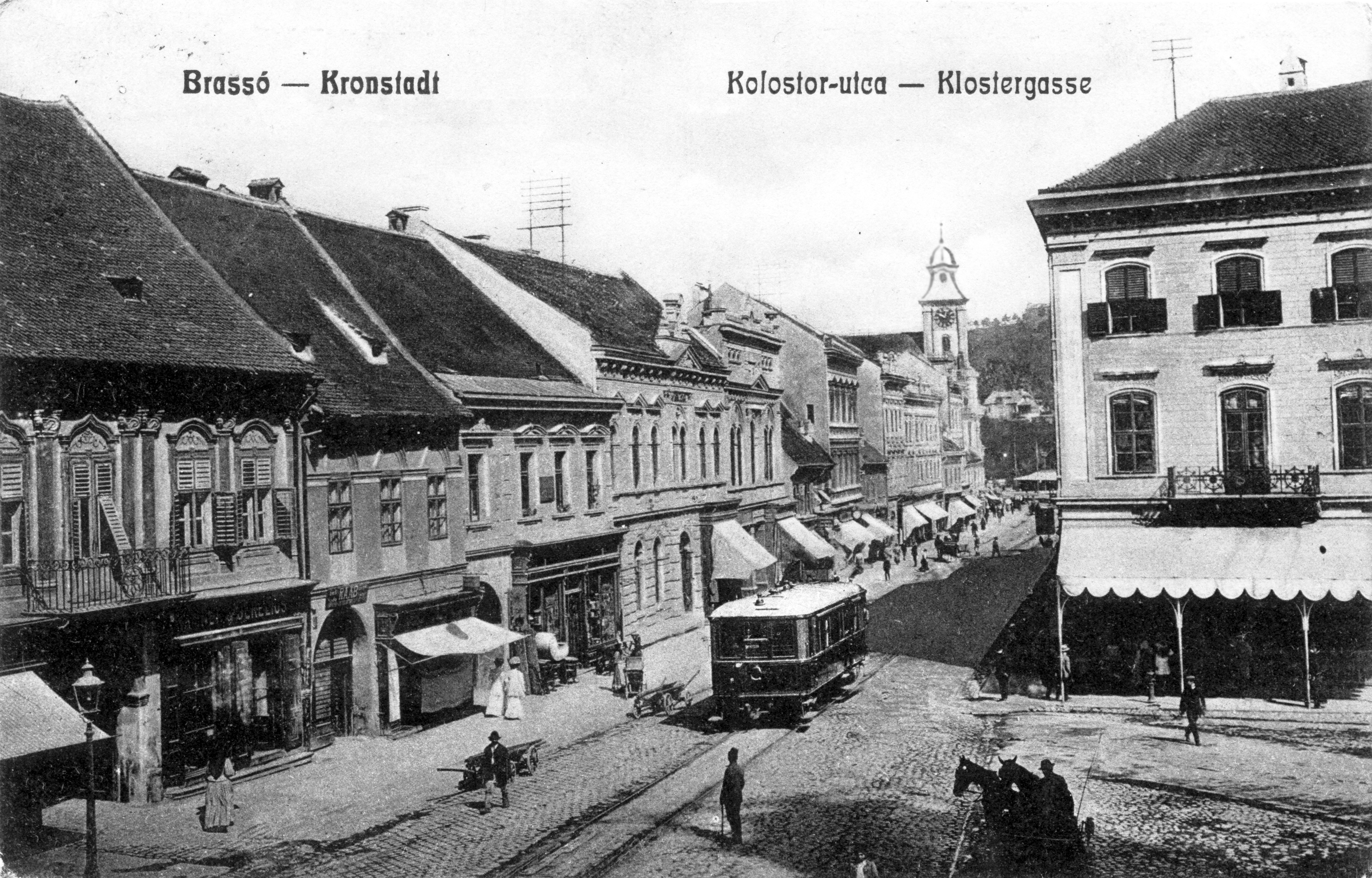
A városi vasút

1892-ben megnyitották a Bertalan–Hosszúfalu-vasútvonalat, mely összekötötte a központot, Óbrassót, Bolonyát, Derestyét, a gyártelepeket, és Négyfalut. A normál nyomtávú, gőzmozdonyok majd motorkocsik által vontatott szerelvények igen népszerűek voltak, azonban az autók elterjedésével a sugárutakon közlekedő vasút akadályozta a forgalmat, és sokan panaszkodtak a zajra és a szennyezésre is. A vonalat 1927-től kezdve fokozatosan felszámolták, a személyszállítás 1957-ben megszűnt, 1989-ig pedig a maradék ipari vágányokat is felszedték.
1925-ben jelentek meg az első autóbuszok, melyek koncessziós szerződés alapján működtek; az első vonalak a Porond teret kötötték össze a Nagyállomással és a bertalani állomással. A következő években további vállalkozók is szereztek koncessziós jogot, a városháza pedig legfennebb 30 busz közlekedését engedélyezte a városban. 1938-ban megalakult a RIMB (Brassó Vállalati Tanácsa), mely magába foglalta a helyi közszállítási vállalatot is. Ekkor 3 vonalon (összesen 17 kilométer) 35 autóbusz évi 5,4 millió utast szállított. Ezek a korai buszok Ford, Opel Blitz, Magirus Klöckner, MAN teherautó-alvázakra épült járművek voltak.
1959-ben megjelentek a trolibuszok; ebben az évben 85 autóbusz és 18 trolibusz közlekedett 18 vonalon. A trolikat a bukaresti Rocar (akkori nevén Tudor Vladimirescu) gyártotta, a régi buszokat pedig korszerűek váltották fel (ZIS-155, Skoda, MTD stb). 1961-ben átszervezéssel létrehozták a Brassói Szállítási Vállalatot (ITBv). Ekkor 163 autóbusz és 47 trolibusz teljesített szolgálatot a városban (az előbbiek közül 83 a városi, 80 az elővárosi vonalakon). 1979-ben újabb átszervezéssel létrejött a Brassói Megyei Helyi Közlekedési Vállalat (IJTLBv) 317 autóbusszal és 190 trolibusszal.
1987-ben villamosvonalat nyitottak, mely összekötötte a csapágygyárat, a traktorgyárat, a teherautógyárat, és az állomást. Ezekben a gyárakban akkoriban összesen 50 000 ember dolgozott, a villamoson pedig naponta húszezren utaztak. A gyatra kivitelezés miatt azonban a tartószerkezetek és a sínek rövid időn belül annyira tönkrementek, hogy kijavításuk és felújításuk nem volt gazdaságos; ezen felül az 1990-es évek leépítései miatt a vonal kihasználtsága lehanyatlott. A villamost 2006-ban teljes egészében felszámolták.
A többi romániai városhoz hasonlóan 1989-ig szinte kizárólag román gyártmányú DAC buszok és trolik közlekedtek, majd a rendszerváltás után ezeket külföldről behozott, új vagy használt járművek váltották fel (MAN, MAZ, Mercedes, Renault, Volvo, FBW, Gräf & Stift, Fiat, BMC stb). 2017-ben 201 autóbusz és 24 trolibusz közlekedett 33, illetve 5 vonalon. Míg az 1980-as években a troli volt a fő közlekedési eszköz (ehhez az üzemanyaghiány is hozzájárult), és a városban kétszáznál is több ilyen jármű üzemelt, 2000 után az infrastruktúra egy részét felszámolták, és már csak a külvárosokban közlekedett néhány kiöregedett troli.
2018-ban megkezdődött a járműpark felújítása. 2020 végéig 105 darab Menarinibus Citymood dízelüzemű, 52 darab SOR NS 12 elektromos (akkumulátoros), és 26 darab Solaris Trollino 18 hibrid buszt szállítottak le.

## Viszonylatok
2020-ban 44 városi és 11 elővárosi járat üzemelt. A városi járatokra 2,50 lej egy jegy (85 lej a havi bérlet), a brassópojánai járatra 6 lej, az elővárosiakra pedig távolságtól függően 2,50 és 9 lej között van. A legtöbb járat központi végmegállója a Postarét.

## Képek

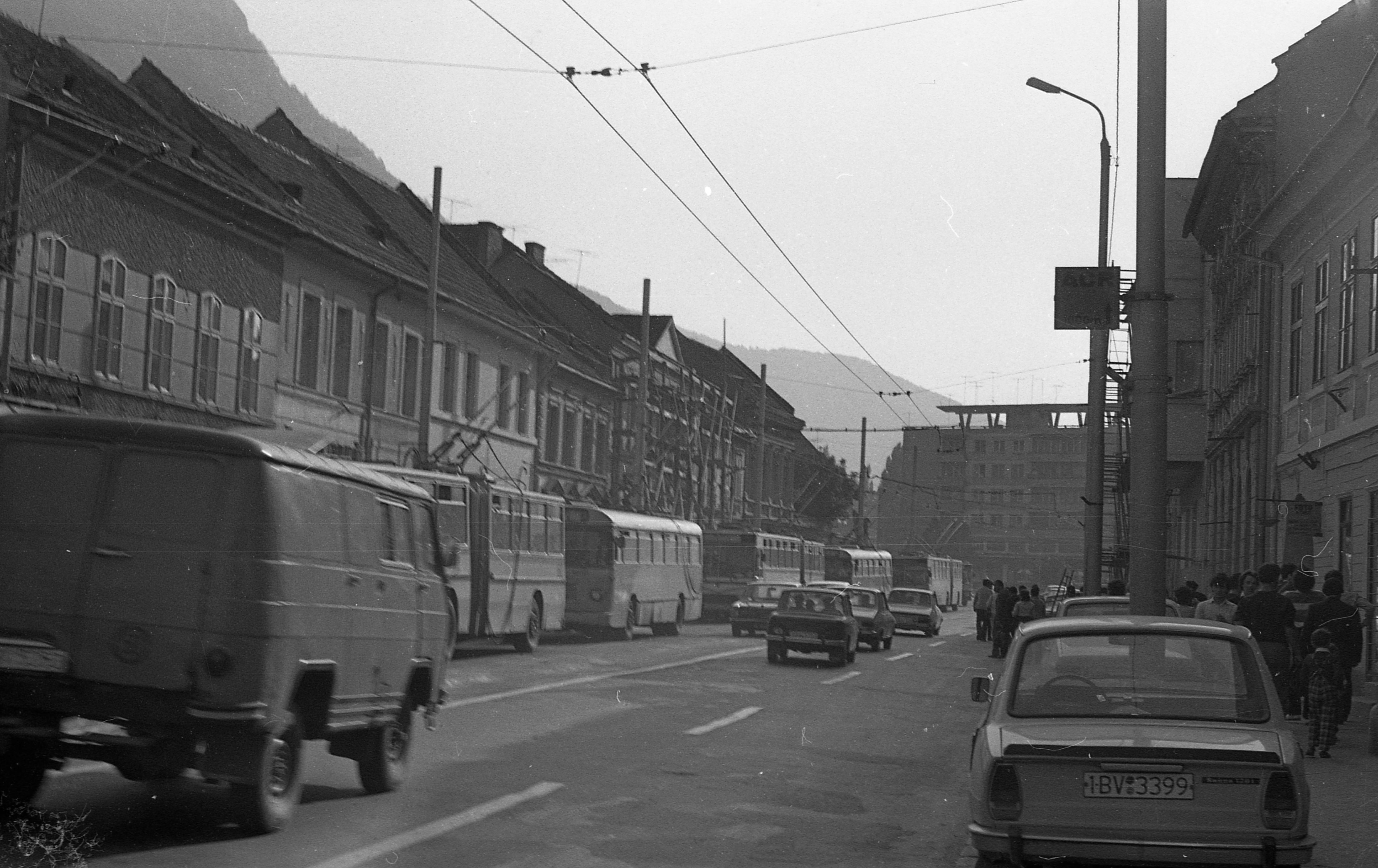
Buszok és trolik (1985)
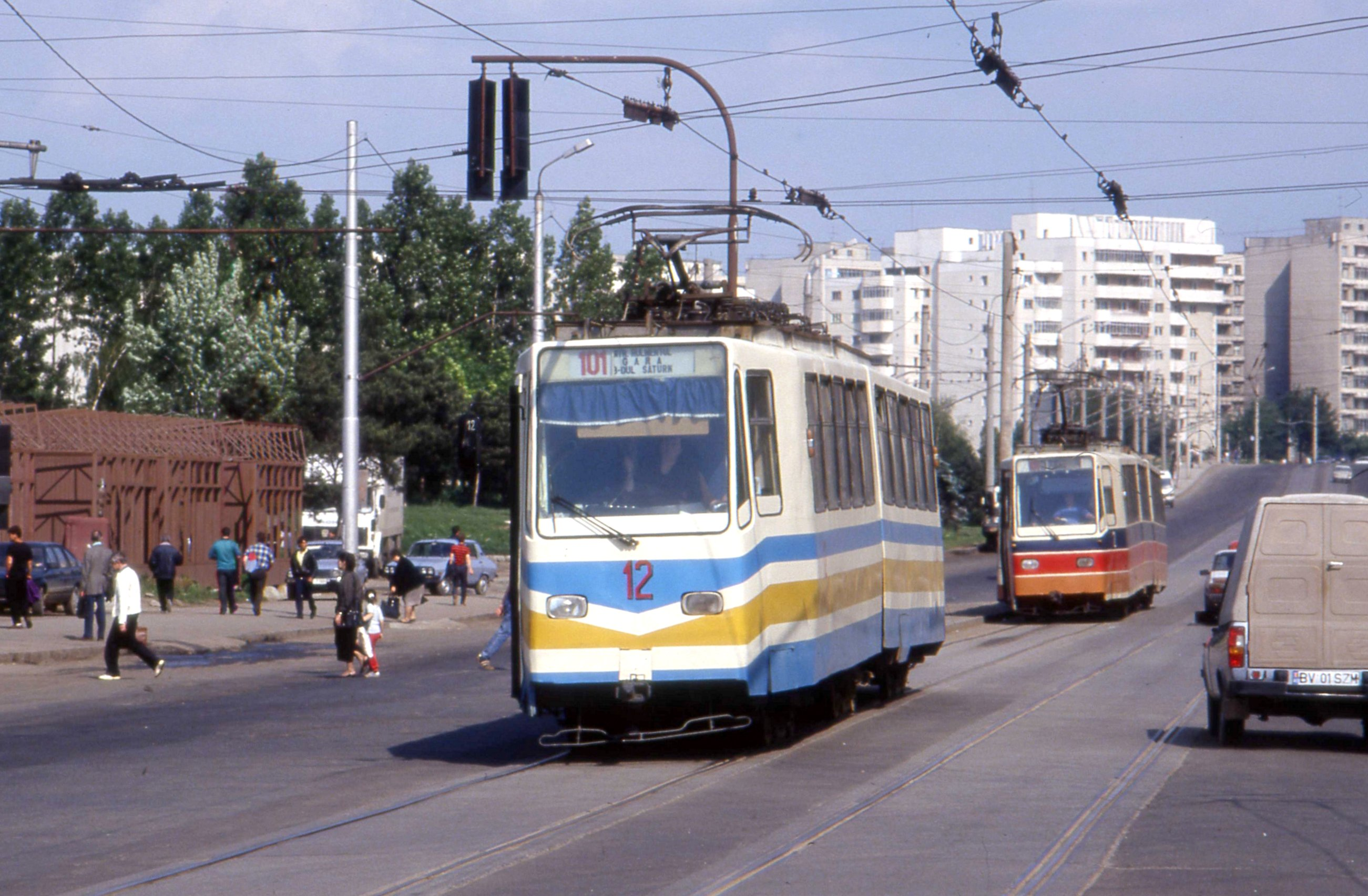
Villamosok (1994)
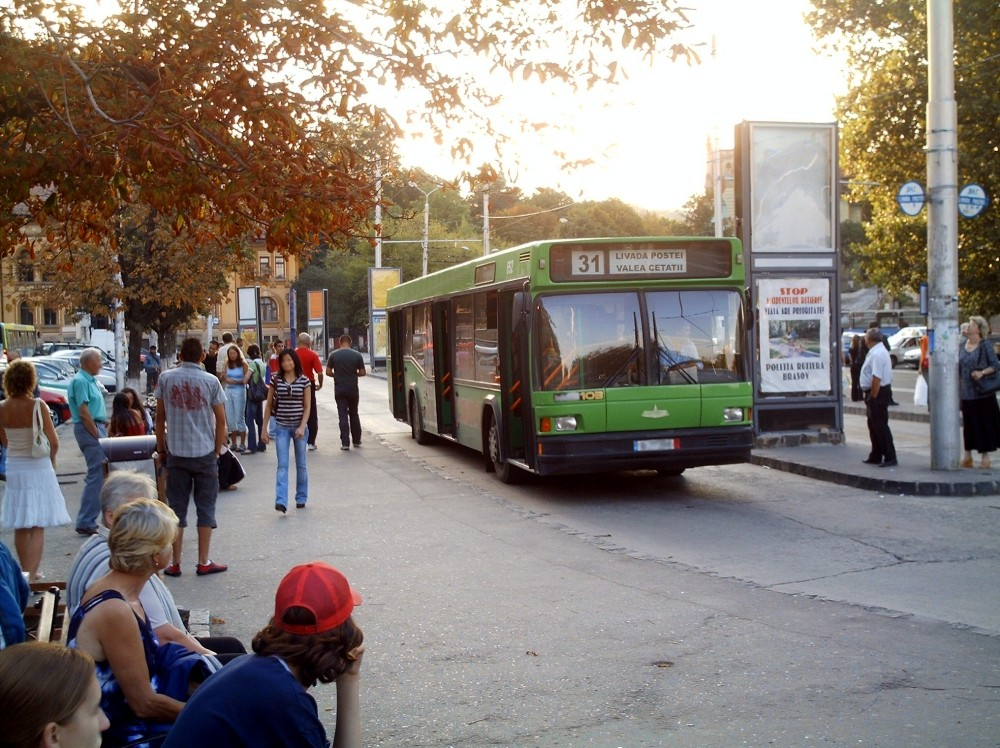
MAZ busz a Postaréten (2006)
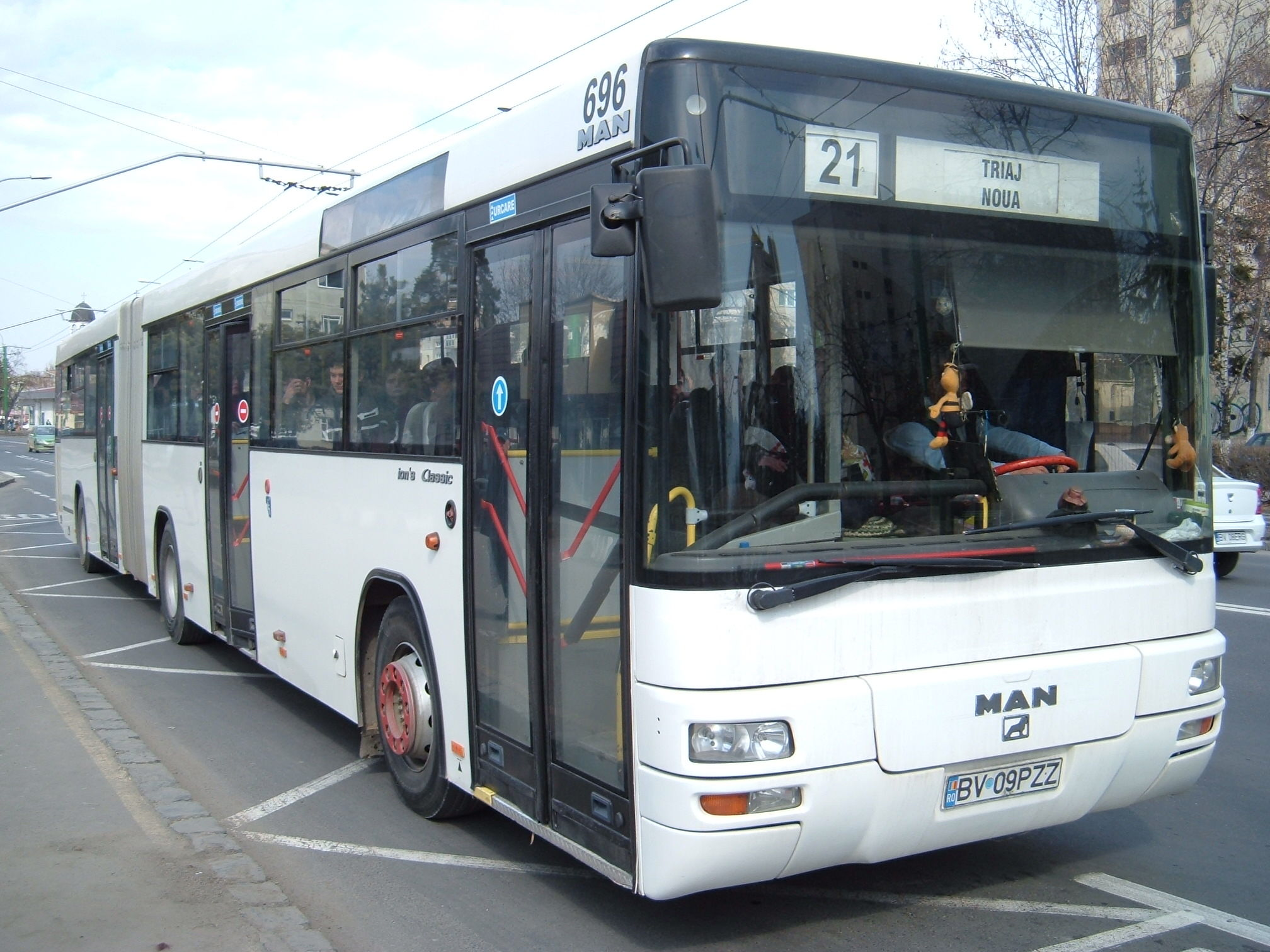
MAN csuklós busz (2012)
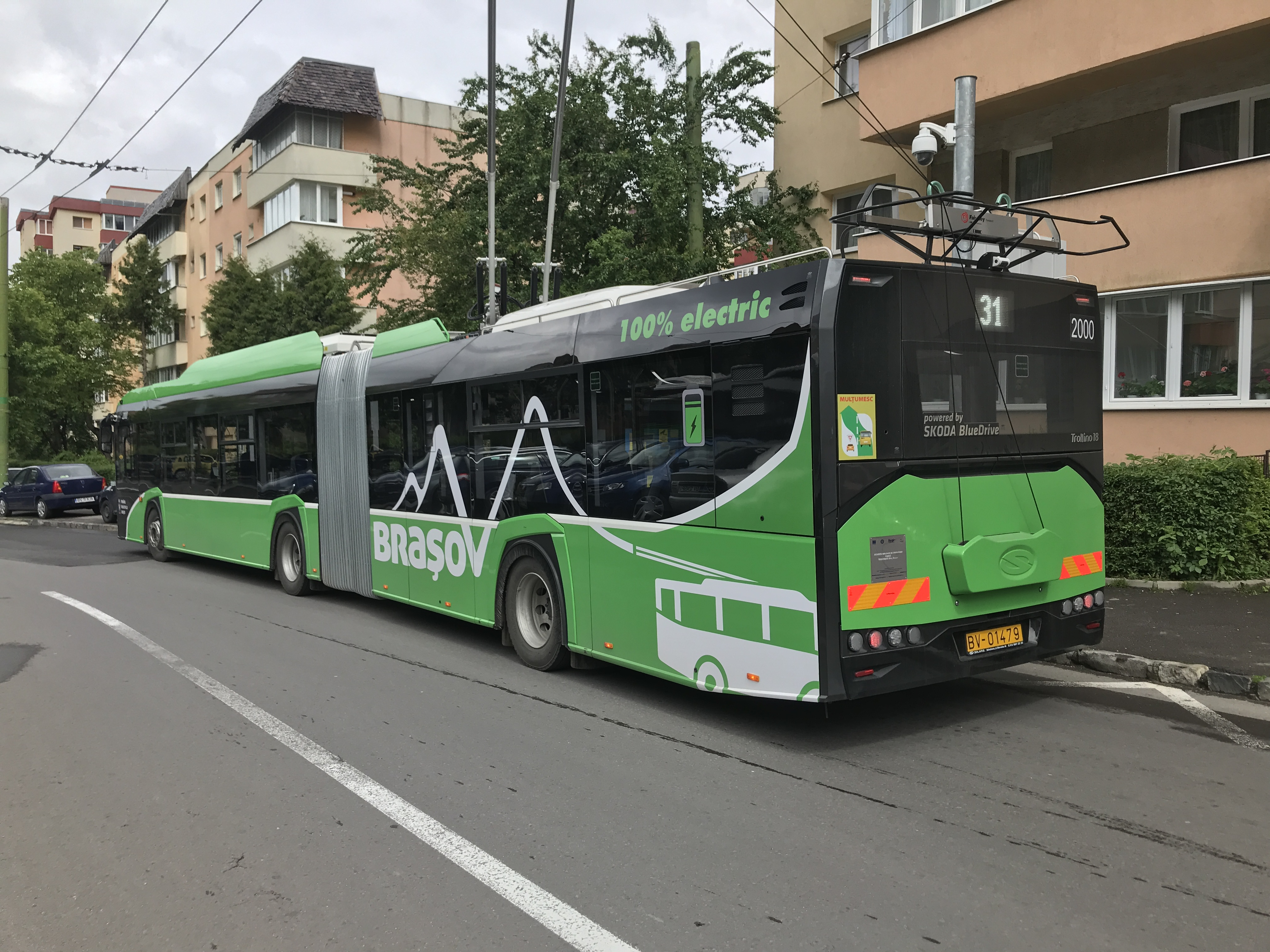
Hibrid üzemű Trollino (2020)